# Abd El Aziz Seif-Eldeen
Abd El Aziz Seif-Eldeen (arabisch عبد العزيز سيف الدين, DMG ʿAbd al-ʿAzīz Saif ad-Dīn; * 3. Juni 1949) ist ein Generalleutnant  und seit 2005 Befehlshaber der ägyptischen Luftverteidigung.

## Leben und Karriere
Die militärische Karriere von Abd El Aziz Seif-Eldeen begann 1968 mit seinem Eintritt in die Militärschule, die er 1970 abschloss.
Seit dem Rücktritt von Präsident Husni Mubarak am 11. Februar 2011 infolge der Revolution in Ägypten ist er zudem Mitglied im Obersten Militärrat, welcher das Land übergangsweise regiert.